# 城郊街道 (乌兰浩特市)
城郊街道，是中华人民共和国内蒙古自治区兴安盟乌兰浩特市下辖的一个乡镇级行政单位。

## 行政区划
城郊街道下辖以下地区：
兴北社区、环山社区、园丁社区、联管社区、红联巷社区、永联嘎查、红光村、红星村、红城村、红胜村和红联村。